# Super League 2014 (India)
La Indian Super League 2014, chiamata ufficialmente 2014 Hero Indian Super League per ragioni di sponsorizzazione, è stata la prima edizione di uno dei principali campionati del calcio indiano, con 8 neo-squadre partecipanti. La stagione è iniziata il 12 ottobre 2014 e s'è conclusa il 20 dicembre 2014, con la prima vittoria per l'Atlético de Kolkata.
Per l'India le partite sono state trasmesse su STAR Sports, mentre per le dirette in Italia in pay TV sono state trasmesse su Eurosport 2, Sky Italia e Mediaset Premium.

## Stagione

### Calciomercato

#### Giocatori
L'Atlético de Kolkata per partecipare all'Indian Super League acquista i centrocampisti spagnoli Luis García (dal Pumas UNAM) e Borja (dal Getafe) e il centrocampista botswano Ofentse Nato (dal Mpumalanga Black Aces). Invece il Chennaiyin acquista il centrocampista indiano Pappachan Pradeep (dal Mumbai) e l'attaccante Jeje Lalpekhlua (dal Pune).
Il Delhi Dynamos acquista gli attaccanti danesi Morten Skoubo (dall'Odense) e Mads Junker (dal Malines). Invece il Goa acquista quasi tutta la rosa del Dempo, come Clifford Miranda e Alwyn George.
Il North East United acquista il difensore spagnolo Joan Capdevila (dall'Español). Invece il Kelara ingaggia il portiere inglese svincolato David James, il difensore indiano Nirmal Chettri (dal Mohun Bagan), il centrocampista Renedy Singh (dal Shillong Lajong) e il centrocampista svedese Fredrik Ljungberg.
Il Mumbai City acquista il portiere indiano Subrata Pal (dal Vestsjælland) e l'attaccante Sushil Kumar Singh (dal Shillong Lajong). Nella campagna acquisti invece il Pune City si rinforza nel reparto offensivo con l'arrivo dell'attaccante francese David Trezeguet (dal River Plate), il centrocampista indiano Lenny Rodrigues (dal Churchill Brothers) e l'italiano Davide Colomba, invece nel reparto difensivo con l'arrivo degli italiani Bruno Cirillo (difensore proveniente dal AEK Atene), Daniele Magliocchetti (difensore proveniente dalla Reggiana) e Emanuele Belardi (portiere proveniente dal Pescara).

## Squadre partecipanti e allenatori

### Squadre partecipanti, stadi e sponsor
| Club                | Stagione | Città    | Stadio                           | Stagione precedente |
| ------------------- | -------- | -------- | -------------------------------- | ------------------- |
| Atlético de Kolkata | dettagli | Calcutta | Yuva Bharati Krirangan           | Esordiente          |
| Chennaiyin          | dettagli | Chennai  | Marina Arena                     | Esordiente          |
| Delhi Dynamos       | dettagli | Delhi    | Jawaharlal Nehru Stadium         | Esordiente          |
| FC Goa              | dettagli | Goa      | Fatorda Stadium                  | Esordiente          |
| Kerala Blasters     | dettagli | Kochi    | Jawaharlal Nehru Stadium (Kochi) | Esordiente          |
| Mumbai City         | dettagli | Mumbai   | DY Patil Stadium                 | Esordiente          |
| NorthEast Utd       | dettagli | Guwahati | Indira Gandhi Athletic Stadium   | Esordiente          |
| Pune City           | dettagli | Pune     | Balewadi Stadium                 | Esordiente          |

### Allenatori
| Club                | Allenatore          | In carica dal     | Vice-allenatore      |
| ------------------- | ------------------- | ----------------- | -------------------- |
| Atlético de Kolkata | Antonio López Habas | 2014              | José Ramirez Barreto |
| Chennaiyin          | Marco Materazzi     | 12 settembre 2014 | Vivek Nagul          |
| Delhi Dynamos       | Harm van Veldhoven  | 2014              | Shakti Chauhan       |
| FC Goa              | Zico                | 3 settembre 2014  | Arthur Papas         |
| Kerala Blasters     | David James         | 2014              | Trevor Morgan        |
| Mumbai City         | Peter Reid          | 2014              | Steve Darby          |
| NorthEast Utd       | Ricki Herbert       | 19 agosto 2014    | Thangboi Singto      |
| Pune City           | Franco Colomba      | 15 luglio 2014    | Giovanni Mei         |

## Calciatori stranieri

### Giocatori marquee
| Squadra             | Giocatore marquee    |
| ------------------- | -------------------- |
| Atlético de Kolkata | Luis García          |
| Chennaiyin          | Elano                |
| Delhi Dynamos       | Alessandro Del Piero |
| FC Goa              | Robert Pirès         |
| Kerala Blasters     | David James          |
| Mumbai City         | Manuel Friedrich     |
| NorthEast Utd       | Joan Capdevila       |
| Pune City           | David Trezeguet      |

### Giocatori stranieri
| Squadra             | Giocatore 1         | Giocatore 2        | Giocatore 3        | Giocatore 4           | Giocatore 5         | Giocatore 6           | Giocatore 7         | Giocatore 8            | Giocatore 9      | Giocatore 10         | Giocatore 11         | Giocatore 12 |
| ------------------- | ------------------- | ------------------ | ------------------ | --------------------- | ------------------- | --------------------- | ------------------- | ---------------------- | ---------------- | -------------------- | -------------------- | ------------ |
| Atlético de Kolkata | Apoula Edel         | Borja Fernández    | Ofentse Nato       | Fikru Tefera          | Jofre Mateu         | Sylvain Monsoreau     | Arnal Llibert       | Jakub Podaný           | Josemi           | Basilio Sancho Agudo | Mamunul Islam        |              |
| Chennaiyin          | Gennaro Bracigliano | Bernard Mendy      | Jairo Suárez       | Cristian Hidalgo      | Bojan Djordjic      | Bruno Pelissari       | Eduardo Silva Lerma | Marco Materazzi        | Mikaël Silvestre | Elano                | Alessandro Nesta     |              |
| Delhi Dynamos       | Hans Mulder         | Pavel Eliáš        | Gustavo Marmentini | Henrique Dinis        | Bruno Herrero Arias | Marek Čech            | Kristof Van Hout    | Morten Skoubo          | Mads Junker      | Wim Raymaekers       | Alessandro Del Piero |              |
| FC Goa              | Jan Šeda            | Youness Bengelloun | Grégory Arnolin    | Bruno Pinheiro        | Edgar Marcelino     | Miroslav Slepička     | Miguel Herlein      | André Santos           |                  |                      |                      |              |
| Kerala Blasters     | Michael Chopra      | Cédric Hengbart    | Raphaël Romey      | Erwin Spitzner        | Penn Orji           | Jamie McAllister      | Colin Falvey        | Victor Herrero Forcada | Pedro Gusmao     | Iain Hume            | Andrew Barisić       |              |
| Mumbai City         | André Preto         | Pavel Čmovš        | Johan Letzelter    | Ilias Pollalis        | Fredrik Ljungberg   | Tiago Ribeiro         | Jan Štohanzl        | Javier Fernández       | Diego Nadaya     | Nicolas Anelka       | André Moritz         |              |
| NorthEast Utd       | Guillherme Batata   | Cornell Glen       | Isaac Chansa       | Kondwani Mtonga       | Tomáš Josl          | Luis Yanes            | Do Dong-hyun        | Alexandros Tzorvas     | Miguel Garcia    | Guilherme Batata     | Koke                 | James Keene  |
| Pune City           | Iván Bolado         | Bruno Cirillo      | Emanuele Belardi   | Daniele Magliocchetti | Davide Colomba      | Saïdou Panandétiguiri | Omar Rodríguez      | Andrés González        | Park Kwang-il    | Jermaine Pennant     | David Trezeguet      |              |

## Classifica finale
|                  | Pos. | Squadra             | Pt | G  | V | N | P | GF | GS | DR |
| ---------------- | ---- | ------------------- | -- | -- | - | - | - | -- | -- | -- |
|                  | 1.   | Chennaiyin          | 23 | 14 | 6 | 5 | 3 | 24 | 20 | +4 |
|                  | 2.   | FC Goa              | 22 | 14 | 6 | 4 | 4 | 21 | 12 | +9 |
| India (bandiera) | 3.   | Atlético de Kolkata | 19 | 14 | 4 | 7 | 3 | 16 | 13 | +3 |
|                  | 4.   | Kerala Blasters     | 19 | 14 | 5 | 4 | 5 | 9  | 11 | -2 |
|                  | 5.   | Delhi Dynamos       | 18 | 14 | 4 | 6 | 4 | 16 | 14 | +2 |
|                  | 6.   | Pune City           | 16 | 14 | 4 | 4 | 6 | 12 | 17 | -5 |
|                  | 7.   | Mumbai City         | 16 | 14 | 4 | 4 | 6 | 12 | 21 | -9 |
|                  | 8.   | NorthEast Utd       | 15 | 14 | 3 | 6 | 5 | 11 | 13 | -2 |

Legenda:

        Campione dell'Indian Super League
      Ammesse ai Play-off

## Risultati
| Atlético de Kolkata | MUM | NEU | DEL | GOA | KER | CHE | PUN | CHE | NEU | KER | PUN | DEL | MUM | GOA |
| Atlético de Kolkata | 3-0 | 0-2 | 1–1 | 1-2 | 1-1 | 1–1 | 1–3 | 0-0 | 1-0 | 2–1 | 1-1 | 0-0 | 2-1 | 1-1 |
| Chennaiyin          | GOA | KER | DEL | MUM | ADK | NEU | PUN | ADK | PUN | MUM | NEU | KER | GOA | DEL |
| Chennaiyin          | 1-2 | 2-1 | 4–1 | 5-1 | 1-1 | 2-2 | 1-1 | 0-0 | 3-1 | 0-3 | 3-0 | 0-1 | 1-3 | 2-2 |
| Delhi Dynamos       | PUN | ADK | CHE | NEU | GOA | MUM | KER | GOA | KER | NEU | MUM | ADK | PUN | CHE |
| Delhi Dynamos       | 0-0 | 1-1 | 4–1 | 0-0 | 2-1 | 1-0 | 0-0 | 1-4 | 0-1 | 1-2 | 4-1 | 0-0 | 0-1 | 2-2 |
| FC Goa              | CHE | NEU | ADK | PUN | DEL | KER | MUM | DEL | MUM | PUN | KER | NEU | CHE | ADK |
| FC Goa              | 1-2 | 1-1 | 1-2 | 2-0 | 2-1 | 1-0 | 0-0 | 1-4 | 0-0 | 2-0 | 3-0 | 3-0 | 1-3 | 1-1 |
| Kerala Blasters     | NEU | CHE | ADK | PUN | MUM | GOA | DEL | MUM | DEL | ADK | GOA | CHE | NEU | PUN |
| Kerala Blasters     | 1-0 | 2-1 | 1-1 | 1-2 | 1-0 | 1-0 | 0-0 | 0-0 | 0-1 | 2-1 | 3-0 | 0-1 | 0-0 | 1-0 |
| Mumbay City         | ADK | PUN | NEU | CHE | KER | DEL | GOA | KER | GOA | CHE | DEL | PUN | ADK | NEU |
| Mumbay City         | 3-0 | 5-0 | 0-2 | 5-1 | 1-0 | 1-0 | 0-0 | 0-0 | 0-0 | 0-3 | 4-1 | 2-0 | 2-1 | 1-1 |
| NorthEast United    | KER | ADK | GOA | MUM | DEL | PUN | CHE | PUN | ADK | DEL | CHE | GOA | KER | MUM |
| NorthEast United    | 1-0 | 0-2 | 1-1 | 0-2 | 0-0 | 1-0 | 2-2 | 0-0 | 1-0 | 1-2 | 3-0 | 3-0 | 0-0 | 1-1 |
| Pune City           | DEL | MUM | GOA | KER | NEU | ADK | MUM | NEU | CHE | GOA | ADK | MUM | DEL | KER |
| Pune City           | 0-0 | 5-0 | 2-0 | 1-2 | 1-0 | 1-3 | 1-1 | 0-0 | 3-1 | 2-0 | 1-1 | 2-0 | 0-1 | 1-0 |

Fonte:Match Centre - Hero ISL 2014

## Spareggi

### Play-off

#### Tabellone
|  | Semifinali | Semifinali          | Semifinali | Semifinali | Semifinali |  |  | Finale | Finale              | Finale | Finale | Finale |  |
|  |            |                     |            |            |            |  |  |        |                     |        |        |        |  |
|  | 1          | Chennaiyin          | 0          | 3          | 3          |  |  |        |                     |        |        |        |  |
|  | 4          | Kerala Blasters     | 3          | 1          | 4          |  |  | 4      | Kerala Blasters     | 0      | -      | -      |  |
|  | 2          | FC Goa              | 0          | 0          | 0 (2)      |  |  | 3      | Atlético de Kolkata | 1      | -      | -      |  |
|  | 3          | Atlético de Kolkata | 0          | 0          | 0 (4)      |  |  |        |                     |        |        |        |  |

#### Semifinali
| Arbitro: | Banerji |

|                                   |           |  |
| Ahmed 27’ Hume 29’ Sushanth 90+4’ | Marcatori |  |

| Arbitro: | Nagvenkar |

|                                                 |           |              |
| Silvestre 42’ Jhingan 76’ (aut.) Lalpekhlua 90’ | Marcatori | 117’ Pearson |

| Calcutta 14 dicembre 2014, ore 19:00 IST | Atlético de Kolkata | 0 – 0 referto | FC Goa | Yuva Bharati Krirangan (53 173 spett.)\| Arbitro: \| Santosh Kumar \| |
| Arbitro:                                 | Santosh Kumar       |               |        |                                                                       |

| Arbitro: | Ravshan Irmatov |

|                            |                      |                         |
| Santos Özbey Amiri Miranda | Tiri di rigore 2 – 4 | Josemi Rafi Jofre Borja |

#### Finale
| Arbitro: | Ravshan Irmatov |

|  |           |               |
|  | Marcatori | 90+4’ Rafique |

## Statistiche

### Squadre

#### Capoliste solitarie
|    | ——         | ——         | ——         | ——         | ——         | ——         | —— | —— | ——  | ——  | ——  | ——         | ——         | ——         |  |
|    | Chennaiyin | Chennaiyin | Chennaiyin | Chennaiyin | Chennaiyin | Chennaiyin |    |    |     | ATK | ATK | Chennaiyin | Chennaiyin | Chennaiyin |  |
|    |            |            |            |            |            |            |    |    |     |     |     |            |            |            |  |
|    |            |            |            |            |            |            |    |    |     |     |     |            |            |            |  |
| 1ª | 2ª         | 3ª         | 4ª         | 5ª         | 6ª         | 7ª         | 8ª | 9ª | 10ª | 11ª | 12ª | 13ª        | 14ª        |            |  |

#### Classifica in divenire
|                     | 1ª | 2ª | 3ª | 4ª | 5ª | 6ª | 7ª | 8ª | 9ª | 10ª | 11ª | 12ª | 13ª | 14ª |
| ------------------- | -- | -- | -- | -- | -- | -- | -- | -- | -- | --- | --- | --- | --- | --- |
| Atlético de Kolkata | 3  | 4  | 7  | 8  | 9  | 9  | 12 | 13 | 16 | 17  | 18  | 19  | 19  | 19  |
| Chennaiyin          | 3  | 6  | 6  | 9  | 10 | 11 | 12 | 13 | 16 | 17  | 17  | 20  | 20  | 23  |
| Delhi Dynamos       | 1  | 2  | 5  | 6  | 6  | 6  | 7  | 7  | 7  | 8   | 11  | 12  | 15  | 18  |
| FC Goa              | 0  | 1  | 1  | 1  | 4  | 4  | 5  | 8  | 9  | 10  | 13  | 16  | 19  | 22  |
| Kerala Blasters     | 0  | 0  | 3  | 4  | 4  | 7  | 8  | 9  | 12 | 15  | 15  | 15  | 16  | 19  |
| Mumbai City         | 0  | 3  | 3  | 3  | 6  | 9  | 10 | 11 | 12 | 13  | 13  | 13  | 16  | 16  |
| NorthEast United    | 3  | 4  | 7  | 8  | 8  | 9  | 9  | 10 | 10 | 11  | 14  | 14  | 15  | 15  |
| Pune City           | 1  | 1  | 1  | 4  | 7  | 10 | 11 | 12 | 12 | 12  | 13  | 16  | 16  | 16  |

### Primati stagionali

#### Squadre
- Maggior numero di vittorie:  Chennaiyin e  FC Goa (6)
- Minor numero di sconfitte:  Chennaiyin e  Atlético de Kolkata (3)
- Miglior attacco:  Chennaiyin (24 gol fatti)
- Miglior difesa:  Kerala Blasters (11 gol subiti)
- Miglior differenza reti:  FC Goa (+9)
- Maggior numero di pareggi:  Atlético de Kolkata (7)
- Minor numero di pareggi:  FC Goa  Kerala Blasters  Mumbai City e  Pune City (4)
- Partita con più spettatori:  Atlético de Kolkata vs  Mumbai City 3-0 (65 000)
- Partita con meno spettatori:  Pune City vs  Chennaiyin 1-1 (7 243)
- Media spettatori più alta:
- Media spettatori più bassa:
- Minor numero di vittorie:  NorthEast Utd (3)
- Maggior numero di sconfitte:  Mumbai City e  Pune City (6)
- Peggior attacco:  Kerala Blasters (9 gol fatti)
- Peggior difesa:  Mumbai City (21 gol subiti)
- Peggior differenza reti:  Mumbai City (-9)
- Partita con più reti:  Chennaiyin- Mumbai City 5-1 (6)
- Partita con maggiore scarto di gol:  Mumbai City- Pune City 5–0 (5)
- Miglior serie positiva:  FC Goa (8 risultati utili consecutivi, dalla 7ª alla 14ª)
- Peggior serie negativa:

### Individuali

#### Classifica marcatori
| Gol | Rigori |  | Giocatore          | Squadra             |
| --- | ------ |  | ------------------ | ------------------- |
| 8   | 3      |  | Elano              | Chennaiyin          |
| 5   |        |  | Miroslav Slepička  | FC Goa              |
| 5   |        |  | Iain Hume          | Kerala Blasters     |
| 5   | 1      |  | Gustavo Marmentini | Delhi Dynamos       |
| 4   |        |  | Stiven Mendoza     | Chennaiyin          |
| 4   |        |  | Kōstas Katsouranīs | Pune City           |
| 4   |        |  | André Santos       | FC Goa              |
| 4   |        |  | Jeje Lalpekhlua    | Chennaiyin          |
| 3   |        |  | André Moritz       | Mumbai City         |
| 3   |        |  | Mads Junker        | Delhi Dynamos       |
| 3   |        |  | Dudu Omagbemi      | Pune City           |
| 3   | 2      |  | Fikru Tefera       | Atlético de Kolkata |
| 3   |        |  | Romeo Fernandes    | FC Goa              |
| 3   |        |  | Bruno Pelissari    | Chennaiyin          |
| 3   |        |  | Hans Mulder        | Delhi Dynamos       |
| 3   | 1      |  | Koke               | NorthEast Utd       |